# Стороженко Олекса Петрович
Олекса Петрович Стороженко (24 листопада 1805, с. Лисогор Борзнянського пов. Чернігівської губ. — 18 листопада 1874, хутір Тришин, Берестейський повіт, тепер Берестя, Білорусь) — український письменник, етнограф, драматург. За професією слідчий-криміналіст, військовий.

## Життєпис

### Походження
Народився 24 листопада 1806 у с. Лисогор Борзянського повіту Чернігівської губернії в сім'ї дрібного поміщика, відставного поручика Петра Стороженка.
Козацький рід Стороженків відомий з XVII ст.; відомості про його представників є в гетьманських універсалах і документах Генеральної військової канцелярії XVIII ст. Представників роду можна знайти серед козацької старшини Гетьманщини, які володіли чималими маєтками в Україні, зокрема на Полтавщині.
Прямі предки письменника служили в Прилуцькому полку: Іван Стороженко, полковник Прилуцький (1687—1693); прапрадід — Андрій Іванович Стороженко, сотник Ічнянський (1700—1715); прадід — Григорій Андрійович Стороженко, сотник Ічнянський (1715—1741); дід — Данило Григорович Стороженко, сотник Іваницький (1764—1770)..
Пізніше Стороженки знані як офіцери російської імператорської армії, зокрема, батько письменника — Петро Данилович Стороженко — протягом 18 років служив у війську, брав участь у російсько-турецьких війнах, в облозі і штурмі Хотина (1787).
Стороженки мали родинні зв'язки з Милорадовичами, Полуботками, Горленками. Олекса Стороженко приходився далеким родичем (троюрідним дідом по жіночій лінії) Левку Миколайовичу та Дмитру Миколайовичу Ревуцьким.
У 1785 році Стороженки отримали дворянство і були записані в І частину Дворянської родовідної книги Чернігівського намісництва.

### Ранні роки
Дитячі роки письменника минули в містечку Великі Будища Зінківського повіту на Полтавщині в маєтку, отриманому Олексою та його братом у спадок від грузинського князя Миколи (Ніколоза) Мусхелова, діда по матері, яку звали Варвара Миколаївна.
До недавнього часу наводилися неточні відомості про освіту письменника. Так, Арсен Іщук зазначав, що Олекса Стороженко з молодих літ навчався у військовій школі. Коли йому минуло 18 років, він пішов на військову службу і майже не жив у рідних місцях, де народився і провів свої дитячі роки.
Петро Хропко подав інші дані: 
| Спочатку хлопець одержав домашню освіту, а потім учився в шляхетному пансіоні при Слобідсько-Українській губернській гімназії в м. Харкові. З виданого О.Стороженку атестату видно, що в гімназії він вивчав російську, французьку, німецьку, латинську мови, російську словесність, загальну й російську історію, географію, і виявив «чудові», «гарні», «неабиякі» і «достатні» успіхи. |
Відомості, наведені Хропком, відповідають інформації з атестата Олекси Стороженка. Він з 1821 року навчався в Харкові в приватному шляхетному пансіоні для хлопчиків М. К. Робуша з правами гімназії. Пансіон мав репутацію кращого в місті навчального закладу. Дітей навчав сам професор М.Робуш, який викладав математику, а також ад'юнкти Харківського університету. До вказаних П. П. Хропком предметів слід додати закон Божий, природознавство, фізику, математику та малювання. Олекса закінчив пансіон 1823 року.
Пам'ятною для Стороженка була зустріч із молодим Миколою Гоголем. Про цю зустріч, що відбулася на Полтавщині в 1823 році після повернення Олекси з пансіону, він розповів з багатьма цікавими подробицями у своєму есе «Спогад». Слід відзначити, що те есе було, значною мірою, художнім твором, хоча й написане як спогади про реальні події.

### Військова служба
Наприкінці 1824 року Олекса вступив однорічником («вольноопределяющимся») у Ніжинський кінно-єгерський полк, а в травні 1825 року став юнкером. На той період родина Стороженків переїхала в інший маєток князя М.Мусхелова — село Жемчужне Павлоградського повіту Катеринославської губернії (нині Юр'ївський район Дніпропетровської області). Переїзди з однієї губернії в іншу були пов'язані зі складним фінансовим станом справ батька, перш за все, з великими грошовими боргами. Олекса і його брат були записані в І частину Дворянської родовідної книги Катеринославської губернії.
Олекса Стороженко пройшов шлях від унтерофіцера в кінно-єгерському до капітана Новоросійського драгунського полку (1838), а в 1841 році став старшим ад'ютантом штабу 3-го резервного кавалерійського корпусу. 1846 року отримав штаб-офіцерський чин майора і був переведений на нестройову службу. Служив він обер-вагенмейстером корпусу, командував 10-ю фурштадтською бригадою. Була це військова обозна служба, поміж іншого обер-вагенмейстер відповідав за відбір та закупівлю коней для армійських потреб.
Протягом всієї військової служби, починаючи з часів служби юнкером, і на посаді обер-вагенмейстера, коли їздив по кінних заводах Росії і України, закуповуючи коней, майбутній письменник збирав матеріали про історію України та побут її мешканців. Зібрані матеріали, спогади очевидців, народні перекази та повір'я стали основою багатьох його творів.
Стороженку довелося брати участь у воєнних кампаніях: російсько-турецькій війні 1828—1829, придушенні польського повстання 1830—1831, у поході 1849 в Угорщину.
Під час російсько-турецької війни у травні 1829 року при вилазці противника з фортеці Журжа на лівому березі Дунаю прапорщик О.Стороженко отримав контузію.
В ході придушення Польського повстання відзначився в бою з повстанським загоном Самуеля Ружицького та при його переслідуванні, отримавши свою першу бойову нагороду.
У поході в Угорщину 3-й резервний кавалерійський корпус зайняв Галичину і ніс охоронну службу, боїв на території Галичини не було.

### Відставка
1851—1854 — перебуваючи в безстроковій відпустці, майор О. Стороженко служив чиновником для особливих доручень при київському генерал-губернаторові. Служба змушувала його не раз виїздити на Київщину, Волинь, Поділля, Полтавщину, у Таврію й до інших губерній. Сучасники згадували, що практика слідчого, яка припала на той період, захоплювала О. Стороженка. «Розкриття злочину, — писав він, — дає мені величезну насолоду; цим я й буваю повністю нагороджений за свою працю».
З армії вийшов у відставку за станом здоров'я у травні 1854 року з цивільним чином надвірного радника. Міністром внутрішніх справ Росії з серпня 1852 року став колишній керівник О. Стороженка по Києву Дмитро Бібіков. Він і призначив відставного майора з червня 1854 року виконувачем обов'язків чиновника з особливих доручень VI класу.
У столиці Олекса Петрович проживав по Кабінетській вулиці (нині вулиця Правди) в домі купця Лобова, то була Центральна частина Санкт-Петербурга. Завжди радів, коли приїжджали земляки, але у своїй квартирі часто був відсутній. Необтяжений родиною, він постійно перебував у відрядженнях по службових справах, іноді покидаючи столицю на кілька місяців.
Всього у формулярному списку Олекси Стороженка з 1854 по 1865 роки згадується до двох десятків справ, над якими йому довелося працювати. Географія його поїздок була дуже широкою, вказуються Вітебська, Нижегородська, Новгородська, Орловська, Рязанська, Саратовська, Таврійська, Тамбовська, Тверська губернії та місто Москва. В деяких губерніях О.Стороженко бував по кілька разів. Тривалість відряджень була різною — від одного тижня до чотирьох місяців. Виконував різного роду доручення, з яких лише частина належала до кримінальних розслідувань, були і службові розслідування, а також особливі та особливо секретні доручення. За цією назвою ховалися політичні, або політично вмотивовані справи.
За спогадами сучасників Олекса Петрович був доброю людиною, в ході розслідувань політичних справ він врятував багатьох безневинних. Спочатку він знайомився зі звинуваченими в невимушеній бесіді за обідом чи чаєм, дізнаючись про їхні справжні переконання, декому доводив помилковість поглядів, а формальний допит проводив тільки тим, хто твердо відстоював свою політичну позицію.

### Письменництво
1857 — на сторінках російських журналів і газет з'явилося ім'я О. Стороженка як автора роману з української старовини «Брати-близнюки».
1861 — став відомим і як україномовний письменник, його доробок друкували в часописі «Основа».
1863 — у Петербурзі вийшли «Українські оповідання» у двох томах, які О. Стороженко написав ще в 1850-х роках.
З січня 1864 по травень 1865 року перебував у відрядженні в м. Вільно, підпорядковуючись генерал-губернатору Північно-Західного краю графу М. М. Муравйову, якого називали «вішальником».
За дорученням генерал-губернатора О.Стороженко поїхав у Мінську губернію для розслідування діяльності римсько-католицького єпископа Адама Войткевича. Підтвердження участі Войткевича в повстанні слідство не знайшло, але його звинуватили у співчутті повстанцям і вислали за межі краю.
Повернувшись з відрядження, О.Стороженко написав оповідання «Сон у Несвіжі», в якому дещо тенденційно висвітлив історію та тодішній стан справ польської шляхти.
З кінця 1865 — О.Стороженко перебував у Вільно вже на постійній основі, очолюючи ревізійну комісію у справах римсько-католицького духовенства. Ця служба позначилася на творах письменника, оприлюднених у «Віснику Західної Росії», — вони були тенденційні, спрямовані проти польського та білоруського національно-визвольного руху 1863—1864 років.
Вийшовши у відставку 1868 року в ранзі дійсного статського радника, останні роки життя провів на хуторі Тришин біля села з такою ж назвою поблизу повітового міста Брест-Литовська. Тут він виконував обов'язки повітового предводителя дворянства і голови повітового з'їзду мирових суддів.
Ще був Олекса Петрович членом Брестського православного братства, витрачаючи багато часу на облаштування в селах бездомних священників з родинами, які прибували у православні парафії, створені замість католицьких.
Доводилося займатися і справами військової повинності, та й повітовий з'їзд мирових суддів не обходився без його участі при розгляді адміністративних справ.
Але, попри службові обов'язки, часу для особистого життя у нього залишалося більше, ніж на казенній службі. Займався садівництвом, любив полювати й рибалити. Багато часу віддавав грі на віолончелі, малював і ліпив, нагороджений медаллю Академії мистецтв.
Осінніми та зимовими вечорами полюбляв бувати в колі знайомих, вести розмови про літературні новини, дотепно розповідати про пережите. Читав на вечорах розділи з ненадрукованої повісті «Марко Проклятий». Чимало часу віддавав своєму «последнему сказанию» — публіцистичному роману «Былое, не минувшее», який так і не був опублікований, а рукопис його загубився.
У 1873—1874 роках постійно листувався з одеським книговидавцем Василем Білим щодо завершення повісті «Марко Проклятий» та її видання. У листах до нього письменник надіслав гумореску «Вивів дядька на сухеньке», дві байки та уривок із давно написаного вірша.

### Останні роки життя
В останні роки життя Олекса Петрович часто хворів, у нього розвинулася аневризма серця травматичного походження в результаті отриманої в 1829 році контузії. Звертався по допомогу до лікарів навіть у Парижі, але допомогти вони нічим не змогли, лише порадили якось з цим жити.
У листах до В. Білого Олекса Петрович скаржився на набряки ніг, слабкість, схуднення, відсутність апетиту. Та ще сирий і холодний клімат Санкт-Петербурга погано на нього вплинув, розвинулося захворювання бронхів.
До смерті письменника спричинилася прикра пригода. Між маєтком Тришин і містечком протікала річечка, що витікала з болота, через яку був перекинутий дерев'яний місток. У жовтні 1874 року місток ремонтували, його права частина уже була перестеленою, але, повертаючись пізно ввечері додому, О. Стороженко ступив у темряві на ліву частину містка (за іншими даними випав з двоколки) і впав у холодну воду. Сильно застудившись та пошкодивши ногу, він зліг і незабаром помер.
Поховали письменника на цвинтарі села Тришин, нині Тришинське кладовище у Бересті по вул. Московській. У листопаді 2017 року могила письменника була відреставрована, поховання знаходиться під охороною держави Білорусь.

## Нагороди
- Орден Святої Анни 3-го ст. (1831).
- Польська відзнака за військове достоїнство «Virtuti Militari» 4-го ст. (1832).
- Орден Святого Володимира 4-го ст. (1837).
- Орден Святого Станіслава 2-го ст. (1839).
- Орден Святого Станіслава 2-го ст. з короною (1842).
- Орден Святої Анни 2-го ст. (1852).
- Орден Святої Анни 2-го ст. з короною (1855).
- Орден Святого Георгія 4-го ст. за 25 років бездоганної служби (1855).
- Орден Святого Володимира 3-го ст. (1864).
- Орден Святого Станіслава 1-го ст. (1867).
- Медаль «За турецьку війну» (1830).
- Медаль «В пам'ять війни 1853—1856» (1856).

## Творчість
Літературна діяльність Олекси Стороженка припадає на 1850-1860-ті роки — переламний і суперечливий період у суспільно-політичному, економічному та духовному житті українського народу. Під час тодішнього національно-культурного пробудження на українському літературному обрії з'явилося ім'я Стороженка. Він почав писати російською мовою, друкувався у 1850-х у російських часописах «Северная пчела» і «Библиотека для чтения». Тут опубліковані «Рассказы из крестьянского быта малороссиян» (1858), роман-хроніка «Братья-близнецы» (1857) та інші.
З появою журналу «Основа» Стороженко почав писати українською. Україномовна спадщина тематично не дуже розмаїта. Побут, звичаї, фантастика і демонологія тогочасного українського селянства та сторінки козацької держави, пов'язані з останнім періодом Запорозької Січі, з Коліївщиною, з образами колишніх січовиків — ось майже все коло порушених письменником тем.
Малу прозу письменника можна поділити на групи:
- твори на історичну тематику: а) реальні сюжети («Голка»)

б) легендарно-фантастичні («Закоханий чорт»)
- твори етнографічного штибу («Два брати», «Скарб», «Дурень»)
- твори-анекдоти («Вуси»)

Після опублікування «Українських оповідань» Олекса Стороженко більше не писав українською мовою. Пишуть, що до цього призвели репресивні заходи царату, зокрема Валуєвський циркуляр 1863 року. Сам письменник в листах до В.Білого вказує на інші причини.
По-перше, на поважного російського чиновника подіяли звинувачення в «українському сепаратизмі», висловлені російським публіцистом М. Н. Катковим. По-друге, він образився на співробітників журналу «Основа», які не стали на його захист, коли в журналі «Современник» з'явилася критична стаття, в якій на адресу письменника прозвучали, як він писав, «ругня и наглая ложь».
А міністра внутрішніх справ Росії П. Валуєва він намагався виправдати: «У 1863 р. наші українсько-літературні справи не були в поганому становищі щодо уряду. Це мені достовірно відомо, тому що я був діячем і довіреною особою Валуєва. Валуєв — людина розумна, і прозорливий; він дуже добре розуміє, що наше писання ніякої шкоди не могло заподіяти Росії».
З українського доробку за життя Стороженка надруковано лише кілька творів письменника, зокрема шість перших розділів повісті «Марко Проклятий» (Львів, журн. «Правда», 1870—1876).

### Російські твори
«Братья-близнецы» (укр. Брати-близнюки, український переклад Тетяни Кардиналовської 1927 року подав назву як «Брати — близнята»)
Стороженко заявив про себе як письменник романом «Братья-близнецы» (1857), супроводжуваним авторською жанровою дефініцією «Очерки Малороссии прошлого столетия». У центрі уваги письменника — сімейна хроніка двох поколінь родини великобудищанського поміщика Бульбашки, що розгортається у XVIII столітті. У романі яскраво показано, що вже тоді нащадки відважних предків, опоетизованих Гоголем в образі Тараса Бульби, перетворилися на нікчемних Бульбашок, дні яких минають у провінційному животінні.
Хоча роман написано російською мовою, в ньому нуртує українська стихія. Етнографічними описами та історичними екскурсами, докладним змалюванням побуту, запровадженням поетичних епіграфів до розділів, узятих з народних пісень, прислів'їв, приказок, поминальних плачів і голосінь, із творів Григорія Квітки-Основ'яненка, Євгена Гребінки, Левка Боровиковського, використанням у тексті українських слів та ідіом письменник вказує на національну основу твору.
«Рассказы из крестьянского быта малороссиян» (укр. Оповідання з селянського побуту малоросіян)
Про українську вдачу художнього мислення письменника свідчать «Рассказы из крестьянского быта малороссиян» (1857). У цих російських оповіданнях часто натрапляємо на конкретні топоніми, які прив'язують їх сюжет до певних районів України (Ворскла, Псло, Дніпро, Полтава, Зіньків, Ромни, Прилуки, Пирятин, Хорол, Гурбинці, Микільська слобідка поблизу Києва), причому письменник звертає увагу читача на характерні ознаки певної місцевості. Так, з оповідання «Подкидыш» (українською «підкидько») вимальовується панорама весняного Києва: зелень Голосіївського лісу, споруди Видубицьхого монастиря, золоті бані церков і дзвіниць Печерської лаври, Аскольдова могила, Микільський військовий собор, військові казарми мавританського стилю, Царський сад, Золотоверхий Михайлівський собор, Десятинна церква, «легкая, как будто в воздухе висящая церковь Андрея Первозванного и Олегово кладбище».

### Українські твори
Гуморески
Серед творів Стороженка привертають увагу мініатюрні гуморески. Це здебільшого літературно-опрацьовані, дещо розширені у смисловому плані, з конкретно виписаними образами персонажів народні прислів'я, приказки та анекдоти. Друкувалися ці твори в «Основі» під журнальною рубрикою «З народних уст», найімовірніше запровадженою Пантелеймоном Кулішем, і були об'єднані у цикл під такою назвою в збірці Стороженка «Українські оповідання» (1863).
Дослідники неодноразово зіставляли гуморески Стороженка з фольклорними творами, намагаючись віднайти ті типологічні риси, які зближують їх з відповідними народними переказами та оповідями. Так, оповідання «Се така баба, що чорт їй на махових вилах чоботи оддавав» написане на основі відомої приказки, до речі, майстерно вмонтованої в текст твору, «Де чорт не справиться — туди бабу пішле». Оповідання «Вчи лінивого не молотом, а голодом» також розвиває народне прислів'я, яке, можливо, пов'язане з переказом про приборкання ледачої невістки. Дотримуючись канви фольклорної оповідки, письменник водночас вказує, що заможні батьки ще з дитинства розбещували свою дочку. Оповідання «Два брати» теж основане на фольклорному сюжеті про бідність і багатство. Оповідання «Лучче нехай буде злий, ніж дурний» трансформує поширений уснопоетичний мотив про дурня, який буквально сприймає кожну пораду. Відгомін апокрифічної легенди про Соломона, який уміло викривав злочинців, відчутний в оповіданні «Розумний бреше, щоб правди добути», а повір'я про чорта й відьму лягли в основу оповідання «Жонатий чорт».
«Закоханий чорт»
Зразком романтичного опрацювання міфологічних мотивів є оповідання «Закоханий чорт», основане на повір'ї про кохання між чортом і відьмою та переказах про кмітливість запорожців. Оповідь діда про зустріч запорожця Кирила з чортом, історія відьми Одарки, перипетії пригод козака з чортом містять яскраві фантастичні епізоди, динамічні в розвитку сюжету, майстерні в користуванні засобами сміху. Фантастична історія, яка охоплює кілька центральних розділів, наче перлина, вкладена в коштовну композиційну рамку. Оповідач під враженням поїздки шляхами Слобожанщини з задушевним ліризмом змальовує картини природи.
Легендарно-фантастичне оповідання «Закоханий чорт» позначене певним наслідуванням романтичної манери молодого М.Гоголя. Типологічна схожість цього твору з оповіданнями з «Вечорів на хуторі біля Диканьки» виявляється в тому, що сюжет побудований на демонологічному матеріалі, реальне химерно переплітається із фантастичним, щедро використані образи народної сміхової культури, а також неординарно подані художні подробиці, мова твору барвиста. Як і автор «Вечорів…», О.Стороженко прагнув створити поетичний образ України, овіяної повір'ями, легендами, піснями. Хоч, правду кажучи, за два минулі десятиріччя в літературі відбулися докорінні зміни, і те, що було природним на початку 1830-х рр., стало анахронічним у 1850-х.
Оповідання про запорожців
Кілька оповідань О. Стороженка своєю тематикою і образністю звернені в минуле, воскрешають картини життя й побуту запорожців. Спогади про Січ і звитягу козацтва були ще свіжими наприкінці 1820-х рр. В оповіданнях «Кіндрат Бубненко-Швидкий», «Прокіп Іванович», «Дорош», «Мірошник» письменник сприймає козацтво з певним замилуванням, оминаючи конкретні історичні події. Зображуючи минуле, він звертався до народного епосу. Окреслюючи образи козаків, О.Стороженко вдавався до романтичної вигадки, прикрашування лицарів степу, наслідуючи повість М.Гоголя («Тарас Бульба»), нариси Г.Квітки-Основ'яненка («Головатий», «Основание Харькова»), романи П.Куліша («Михайло Чарнишенко», «Чорна рада»).
Романтизовані автором герої його творів водночас є реальними історичними постатями. Тому, хоча ці твори О. Стороженка визначаються як оповідання, певне, правильніше було б називати їх нарисами, своєрідними белетризованими портретами. Автор і сам прямо вказує на зустрічі з людьми, які зображені в його творах. Про нарисовий характер цих явищ особливо свідчать «Споминки про Микиту Леонтійовича Коржа», в яких докладно змальовується життя і побут запорожців у Січі в останній період її існування. Запорожець Микита Корж — постать історична — змалечку виховувався серед січовиків і, маючи міцну, ясну пам'ять, багато розповів цікавого про минуле О. Стороженкові, з яким познайомився 1827 року, і навіть здійснив з ним спільну поїздку по місцях запорозької слави.
О. Стороженко познайомив з Коржем катеринославського архієпископа Гавриїла, і той на основі записів розповідей запорожця видав в Одесі книжку «Устное повествование бившего запорожца Коржа» (1842). На основі цієї книжки О.Стороженко підготував і свої «Споминки…», збагативши їх численними примітками. «Споминки…», як і твори з циклу «Оповідання Грицька Клюшника», за своєю жанрово-композиційною структурою нагадують відомі в літературі подорожні описи. Критики вказували на певну їхню спільність з деякими російськими повістями Т.Шевченка («Близнецы», «Княгиня»).
В «Споминках…» О.Стороженко вперше навів детальний опис останньої Запорозької Січі біля села Покровського на Катеринославщині. Його дослідження з дозволу автора використав у своїх публікаціях історик А. О. Скальковський. Посилання на «Споминки…» Олекси Стороженка зустрічається і в сучасних науково-історичних статтях про Нову Січ.
Розповідаючи про запорожця Кіндрата Бубненка-Швидкого з однойменного оповідання, автор конкретно називає тульчинську околицю, де ще й після смерті козака «гоготить луна од його оповідань». Трагічна доля судилася колишньому «колієві»: у бойових сутичках із каральниками загинув його син, шляхта вирізала всю сім'ю, Кіндрат залишився наодинці із своїм незагойним горем. Автор так розкриває суть цього образу: «Молять Бога, щоб він оборонив люд од огня, меча, потопу, гладу, трусу і хороби: зложи докупи усе те лихо, і вийде з нього одна тільки козача сльоза. Глибоко вона криється у серці, важка вона, не латво її зворушить; а як же видавлюють її з ока, то горе і людові, і краю, і годині!..»
Щирим ліризмом сповнені «Оповідання Грицька Клюшника», в яких ідеться про часи, коли запорожці після зруйнування 1775 р. Січі осідали хуторами в степових балках та байраках. У цьому циклі змінюється образ оповідача — це колишній запорожець, який тепер оселився в степу й розказує про складний період у житті своїх побратимів. Змінилися часи, змінилось і життя колишніх січовиків. О.Стороженко показує, як нелегко пристосовувались вони до нових умов. Але замилування патріархальною минувщиною в цих творах, прагнення переконати читача, що ті пани, які вийшли із козацької старшини, добрі і справедливі, звучали надто фальшиво. Не дивно, що в журналі «Современник» (1863, кн. 8) одразу ж після виходу збірки «Українські оповідання» з'явилася рецензія, яка гостро засуджувала такий підхід автора до зображення дійсності.
Стороженко був ображений оцінками рецензента. В одному з листів до В.Білого згодом він писав, що саме через них і перестав творити по-українському. А.Кримський у статті, яка супроводжувала переклад рецензії «Современника», опублікований 1901 р. в «Літературно-науковому віснику», зазначав, що неглибоким був патріотизм автора «Українських оповідань», коли «міг пропасти через одну-однісіньку рецензію».
«Оповідання Грицька Клюшника» багатьма особливостями нагадують ідилію П.Куліша «Орися» (1844, надр.- 1857). Ця схожість виявляється в ідеалізації життя й побуту козацтва в ту пору, коли воно осідало чи осіло хуторами, а його старшина вже урівнювалася в правах з великоросійським дворянством. Впадають в око й такі риси цих творів, як змалювання побуту в міфологічному плані, схрещення ліричних і гумористичних тональностей в оповіді, акцентування моралізаторських настанов у християнському дусі. Романтизм О.Стороженка, характер його історизму відповідали напряму журналу «Основа», бо часопис часто подавав хутірську екзотику, поетизував старовинні звичаї та обряди.
Гуморески «Вуси» і «Голка»
В основі гуморески «Вуси» лежить один з тих анекдотів, що активно побутували в чиновницькому середовищі (сучасники свідчили, що О.Стороженко літературно опрацював анекдот, який розповідав жартівник Животовський із Опішні).
Оповідання «Голка», побудоване на анекдотах про Потоцького, передає необмежену сваволю магната. Взявши для твору незначний з першого погляду факт присікування Потоцького до дрібного шляхтича, письменник зумів піднестися до ширших соціальних узагальнень.
«Гаркуша»
Жанр п'єси «Гаркуша» автор визначив як «драматичні картини у трьох діях», адже ж конфлікт дії майже немотивований. У центрі уваги — історична постать повстанського ватажка Гаркуші, який зі своїм загоном наводив жах на лівобережне панство. Письменник, використавши відомий факт про бунтівника (йому мав бути відомий драматизований нарис Г.Квітки-Основ'яненка «Предания о Гаркуше», надрукований 1842), окреслює образ свого героя романтичними барвами, відзначає благородство вчинків колишнього запорожця, його сміливість, відчайдушність, чесність. Усі сюжетні колізії твору пов'язані з палким коханням романтичного розбійника до красуні сотничихи.
«Марко Проклятий»
«Марко проклятий» — писав Стороженко до свого видавця й приятеля В. Білого, за 17 днів до своєї смерти, — це заклятий скитальник, котрого за гріхи не приймають ані земля, ані пекло."
Перу Стороженка належить 16 розділів повісті-поеми «Марко Проклятий». Перші шість розділів з'явилися у львівському журналі «Правда» у 1870—1876 роках. Згодом опубліковано 16 розділів посмертно у 1879 році в одеській «Типографії Л. Нітче». У передмові до посмертного видання 1879 року редактор зазначив, що «з тих 16 розділів, дванадцять повністю написані особисто Стороженком, а решта читири розділи створено редактором відповідно до листів письменника, його планові та поглядам на цілі та значення цього твору». Пізніше стало відомо, що не 12, а 11 перших розділів написано Стороженком.
Повісті «Марко Проклятий» автор дав жанрове визначення: «Поема малоросійською мовою з переказів та легенд запорізької старовини». У листах до одеського книговидавця В.Білого письменник докладно розповів історію написання повісті. Протягом 30 років він збирав легенди про вічного страдника-мандрівника Марка, якого за гріхи не приймає земля. За народними переказами, пригоди Марка відносяться ще до часів Хмельниччини, і Стороженко вирішив показати свого героя на тлі подій 1648—1654 років. Авторська концепція героя викладена в одному з листів до В.Білого: «Кожен народ має своїх скитальців — стародавні греки — Одісея, франзузи — Вічного жида Сантенера, еспанці — Мельмота, у німців та англійців їх взагалі безліч, у росіян — Кащей Безсмертний, а у малоросіян — Марко Проклятий, але, здається, малоросійський Марко заткне за пояс всіх скитальців».
Перші 4 розділи повісті є літературною інтерпретацією фольклорних легенд про вбивцю й кровозмішника і, власне, вводять нас у суть образу трагічного героя. Відгомін цих легенд знаходимо в трагедії Софокла «Едіп-цар», у піснях про злочинне кохання між братом та сестрою. Приказка «Товчеться, як Марко по пеклу», поставлена епіграфом до твору, українізує постать героя, змушуючи згадати один зі старовинних віршів про Марка Пекельного.
Марко Проклятий — постать трагічна. Він тяжко карається за гріховне співжиття з сестрою, за вбивство сестри, матері й інших людей. Навічно проклятий батьком, що встав з могили, Марко приречений носити в страшній торбі за плечима голови вбитих ним матері й сестри. Та, дотримуючись народної моральної істини, втіленої в проклятті, автор дещо розвиває її. Трактуючи образ Марка, письменник проводить ідею, що страждання вічного мандрівника легшають, якщо він здійснює добре діло для громади.
У наступних розділах твору йдеться про початок повстання на Лубенщині, якою володів Ярема Вишневецький. У цьому русі знаходить своє місце молодий козак Кобза, а повстанцям у вирішальну хвилину приходить на допомогу Марко.
Останні чотири розділи відтворені на основі листів Стороженка редакторові видання В.Білому. Відповідно, якість останніх 4 розділів значно поступається попереднім 11 розділам написаних самим Стороженко. У цих чотирьох останніх розділах редактор радше конспективно (більше розповідаючи, ніж показуючи) подає версію подальших блукань Марка.

## Переклади
Ще за життя письменника окремі твори («Закоханий чорт», «Вуси», «Голка») перекладені російською, німецькою, сербсько-хорватською мовами. Пізніше були надруковані в російських перекладах оповідання «Не в добрий час», «Дорош» та «Споминки про Микиту Леонтійовича Коржа».

## Інсценізації творів
Яскравий сюжет, насиченість діалогами, колоритні образи в прозі О. Стороженка не раз привертали увагу діячів театру. Так, М. Кропивницький І885 р. здійснив інсценізацію оповідання «Вуси» і за його мотивами створив однойменну комедію в 4 діях. Цікаво, що серед дійових осіб на перше місце висунуто поміщика «дохожалих літ», колишнього військового, і наділено його відомим на Полтавщині прізвищем Бразолій. Сам М.Кропивницький виконував у виставі головну роль.
Відомі дві драматичні переробки повісті «Марко Проклятий», здійснені П.Барвінським 1898 і В. Поповичем (Райським) 1902. Залишилися в рукописах інсценізації «Не в добрий час» М. Тугого (Короля) і «Чорт, закоханий у відьму» невідомого автора.

## Літературно-мистецька премія ім. Олекси Стороженка
2013 року кілька закладів культури та громадських організацій Ічнянщини заснували літературно-мистецьку премію ім. Олекси Стороженка, яку щороку присуджують на конкурсних засадах за кращі твори літератури і мистецтва та науково-популярні роботи, створені авторами, що народилися на Ічнянщині, або життя і творчість яких пов'язана з Ічнянщиною та Чернігівщиною.

## Видання творів
- Олекса Стороженко. «Українські оповідання». СПб.: В типографии П. А. Кулиша, 1863. 92 стор.
- Олекса Стороженко. «Українські оповідання». Кн.1: З народних уст. СПб: В типографии П. А. Кулиша, 1863. 279 стор.
- Олекса Стороженко. «Українські оповідання»: у 2 ч. СПб: Издание А. С. Суворина, 1897. 384 стор.
- Олекса Стороженко. 1-6 розділи повісті «Марко Проклятий», Львів, журнал «Правда», 1870—1876.
- Олекса Стороженко. «Марко Проклятий». Одеса: Типографія Л. Нітче. 1879. 170 стор. (завантажити з е-бібліотеки «Чтиво»)
- Олекса Стороженко. Межигорський дід: оповідання. Київ: Типографія Е. Я. Федорова. 1883. 11 стор.
- Олекса Стороженко. Не в добрий час: оповідання. Київ: Видавництво Л. В. Ільницький, 1883. 20 стор.
- Олекса Стороженко. Вуси: оповідання. Київ: Тип. Е. Я. Федорова, 1883. — 19 с.
- Олекса Стороженко. «Історичні спомини 100-літнього Запорожця Микити Коржа»[19] // Виїмки з народної літератури українсько-рускої xix. віку: для висхиш кляс середних шкіл, Том 2. Упорядник: Олександер Барвіньский. Львів: Накладом краєвого фонду. 1902 (3-тє поправлене виданє)
- Олекса Стороженко. Твори. Львів: З друкарні Наукового Товариства імені Шевченка, 1911. 592 стор. (Руська письменність; VIII) .
- Борис Грінченко. «Пастушки»; Олекса Стороженко. «Вчи лінивого не молотом, а голодом». Полтава: Видання Педагогічного бюро Полтавського губернського земства, 1918 . 7 стор. (Книжка для читання в класі; Вип.1)
- Олекса Стороженко. Оповідання з переказів історичних. Київ: Всесвіт, 1918 . — 31 с.
- Олекса Стороженко. Твори. Кн.1: Оповідання. Ч.1. — Київ: Серп и молот, 1918 . — 151 с.
- Олекса Стороженко. Марко Проклятий: історична легенда. Київ: Видавниче Товариство «Криниця», 1918 . 110 с.
- Олекса Стороженко. Твори. Кн.2: Історичні оповідання. — Київ: Серп и молот, 1919 . — 159 с.
- Стороженко О. Твори. Т. 2. Оповідання. — Берлін: Українське Слово, 1922. — 256 с.
- Олекса Стороженко. Марко Проклятий: Історична повість. Київ: Сяйво, 1927. 455 с. (Бібліотека української повісті)
- Олекса Стороженко. Упорядник: Шамрай А. Вибрані твори. Харків: Книгоспілка, 1927. 313 стор.
- Олекса Стороженко. Вибрані твори. Редактор вступної статті: Валер'ян Чубинський. Київ: Час, 1927. 246 стор. (Бібліотека «Час»)
- Олекса Стороженко. Брати — близнята: роман-хроніка з життя України кінця XVIII віку. Переклад з російської: Тетяна Кардиналовська. Харків: Держвидав України, 1929. 373 стор.
- Олекса Стороженко. Марко Горбатий: історична мелодрама на 9 одмін; Уклад. Димніч-Могила. Київ: Кооперативне видавництво «Рух», 1929 . 57 стор. — (Театральна бібліотека ; N102) .
- Олекса Стороженко. Твори. Т.1. Українські оповідання / Олекса Петрович Стороженко . — Б.м. : Держвидав України, 1928 . — 396 с. — Екз. деф.: немає с.71-77 .
- Олекса Стороженко. Твори. Т.1. Українські оповідання / Олекса Петрович Стороженко . — 2-ге вид . — Харків: Держвидав України, 1930 . — 61-303 с. — (Бібліотека українських класиків) .
- Олекса Стороженко. Твори. Т.2. Українські оповідання / Олекса Петрович Стороженко . — Харків: Держвидав України, 1928 . — 343 с.
- Олекса Стороженко. Твори. Т.3. Романи й повісті / Олекса Петрович Стороженко . — 2-е вид . — Х.; Одеса: Література і мистецтво, 1931 . — 414 с.
- Олекса Стороженко. Твори. Т.4. Повісті, оповідання і біографічні та бібліографічні матеріали / Олекса Петрович Стороженко . — 2-ге вид . — Харків: ДВОУ: Література і мистецтво, 1931 . — 292 с.
- Олекса Стороженко. Закоханий чорт. Київ-Харків: Укрдержвидав, 1944. 26 стор.
- Олекса Стороженко. «Марко Проклятий». Редакція, передмова й примітки: Ілько Борщак. Париж: Громада, 1946. 163 стор. (Бібліотека українських письменників; ч. 3)
- Олекса Стороженко. Марко Проклятий. Нью-Йорк : Говерля, 1954. 122 c.
- Олекса Стороженко. Твори: в 2 т. Т.1. З народних уст. Оповідання. Оповідання Грицька Клюшника / Олекса Петрович Стороженко ; Упоряд., вступ.ст. А. О. Іщук ; Худож. Г. М. Романов . — Київ: Держлітвидав УРСР, 1957 . — 438 с.
- Олекса Стороженко. Твори: в 2 т. Т.2: Рассказы из крестьянского быта малороссиян. Братья-близнецы. Очерки Малороссии прошлого столетия / Олекса Петрович Стороженко ; Упоряд. А. О. Іщук . — Київ: Держлітвидав УРСР, 1957 . — 427 с.
- Олекса Стороженко. Закоханий чорт: Історико-фантастичні повісті та оповідання. Київ: Дніпро, 2001. 333 стор. (Бібліотека історичної прози). ISBN 966-578-044-1
- Олекса Стороженко. Лелія: казки та оповідання для дітей. Накладом Леоніда Ушкалова; Художник: В. Є. Христенко. Харків: Основа, 2005 .
- Олекса Стороженко. Марко Проклятий: вибрані твори. Київ: Знання, 2014. — 206 с. — (Скарби № 6) ISBN 978-617-07-0143-5 .